# Typenhebel

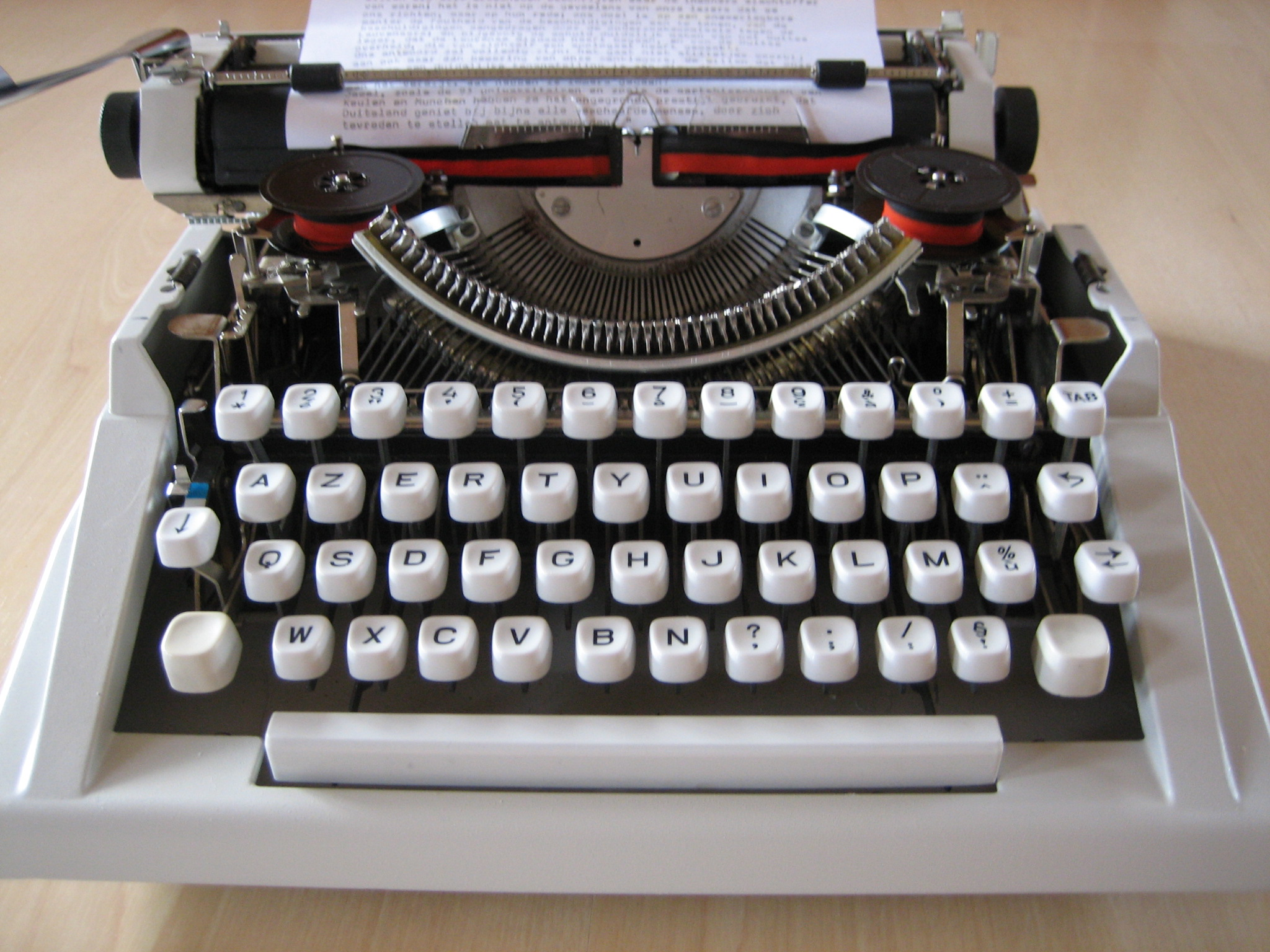
Schreibmaschine ohne Frontabdeckung. Alle Typenhebel sind im Halbkreis oberhalb der Tasten angeordnet.

Der Typenhebel ist die bei mechanischen Schreibmaschinen vorherrschende Technik. Dabei ist jede Taste über ein Gestänge mit ihrem individuellen Typenhebel verbunden, auf dem in der Regel zwei Schriftzeichen (Typen) in erhabener, spiegelverkehrter Form montiert sind. Die Typenhebelschreibmaschine geht auf eine von John T. Underwood nach einem Patent aus dem Jahr 1893 von Franz Xaver Wagner weiterentwickelte Technik zurück.
Entwickelte Maschinen haben ergonomische Tasten und eine optimierte Mechanik, die mit ausreichend Übung schnelles, störungsarmes Schreiben bei akzeptabler Muskelanstrengung erlaubt.
Nur geringen Marktanteil erreichten elektrische Typenhebelmaschinen, bei denen die Beschleunigung jedes angesteuerten Typenhebels mittels einer in der Maschine motorgetrieben dauernd rotierenden Gummiwalze erfolgte.
Erst die von IBM folgende Kugelkopfschreibmaschine erlaubte eine deutliche Steigerung der erzielbaren Schreibgeschwindigkeit, da die langen Hebel durch einen kleinen, leichten kugelförmigen Ring aus verchromtem Kunststoff ersetzt wurde. Erstmals war der Schriftwechsel durch Kugelkopftausch binnen weniger Sekunden durch den Nutzer möglich. Auch hier läuft leise hörbar eine Anschlagwalze und der Tastenhub ist klein, da er keine Energie zum Beschleunigen der auf das Papier anschlagenden Typen zu liefern braucht.
Schnelles Schreiben bei leichterer und kleinerer Mechanik erlaubten elektrische Schreibmaschinen mit Typenrad, das ständig die zu beschreibende Stelle verdecken würde und daher zeilenweise schreibt. Die laufend entstehende Zeile wird typisch auf einer LCD-Punktmatrix angezeigt und kann vor dem Drucken noch korrigiert werden.
Diese Technik leitet bereits mit Textspeicher, Anzeige und Drucktechnik zu Computer mit Tastatur, Bildschirm, Textverarbeitung und getrenntem Drucker über.

## Aufschlagtechnik

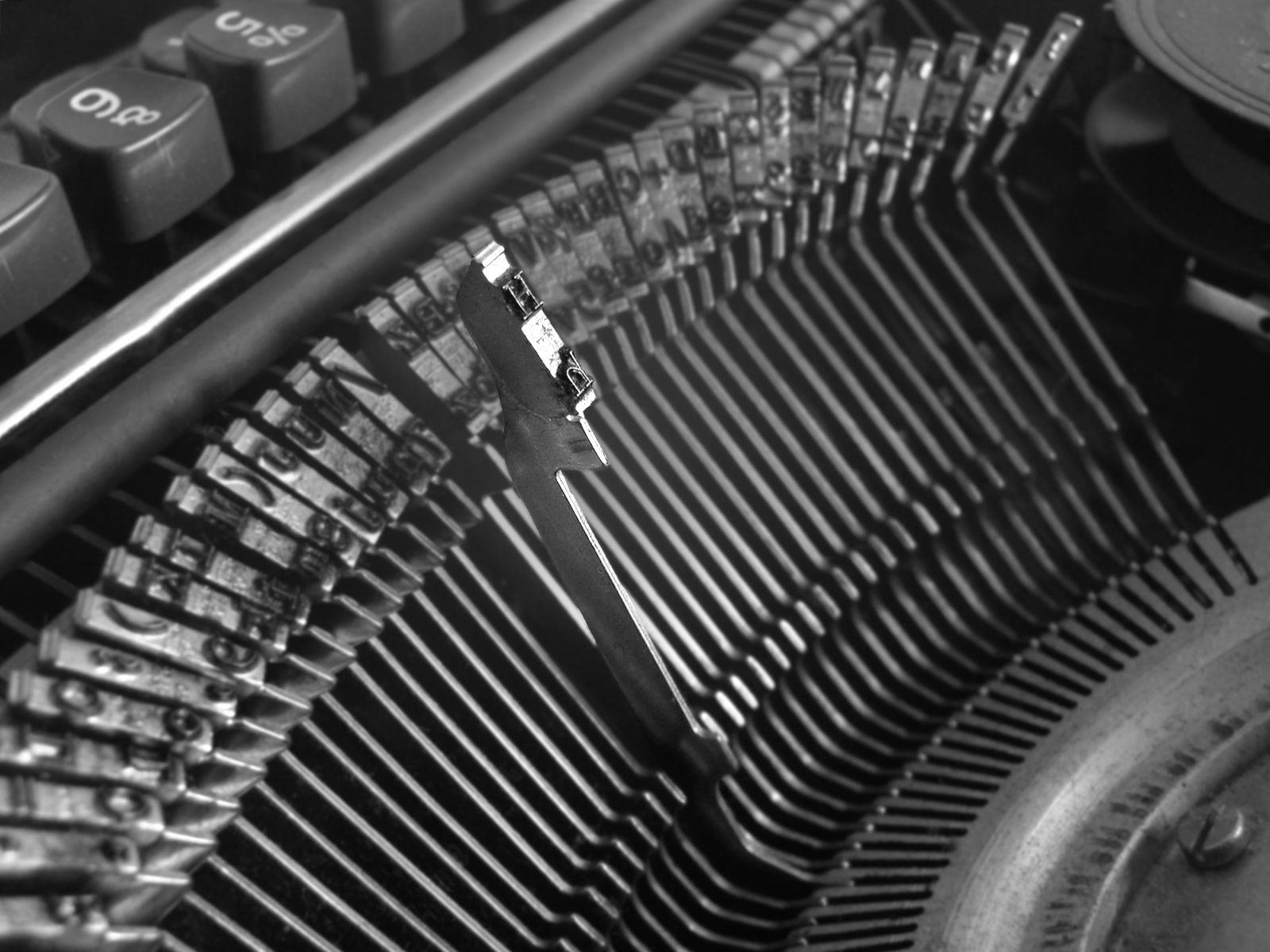
Ein Typenhebel wird bewegt. Im Hintergrund erkennt man die abgewinkelten Typen der seitlichen Typenhebel.

Schlägt der Anwender mit einem Finger ausreichend schnell und kräftig auf eine Taste, lässt er den damit verbundenen Typenhebel in Richtung des Papiers schnellen und dort aufschlagen. Unter dem Andruck gibt das synchron angehobene Farbband Farbe an das eingespannte Papier ab. Der elastische Gummi der Schreibwalze wird etwas eingedrückt und federt wieder elastisch zurück. Hat der Finger die Taste nun schon freigegeben prallt der Typenhebel durch Farbband, Papier, Hysterese des Gummis und Reibung gedämpft wieder ab und wippt unterstützt durch eine kleine Rückholfeder und mehr bei den mittleren Typenhebeln auch durch Schwerkraft wieder zurück in seine gummigepufferte Ruhelage.
Die Typenhebel sind etwa im Drittelkreis in einem geschlitzten Block mit Stahldraht gelagert und korbförmig vor der Schreibwalze angeordnet, so tief, dass freie Sicht auf die Schreibstelle besteht. Je weiter ein Typenhebel von der Mitte entfernt liegt, desto stärker ist der Hebel aus Stahlblech am Übergang zum freien Ende geknickt. Die Type, die auf ihrem letzten Zentimeter Weg von einer Gabel seitlich geführt wird, trifft somit senkrecht auf der zu bedruckenden Stelle auf.
Mit dieser senkrechten Orientierung ist es möglich durch das Gedrückthalten der Hochstelltaste das zweite Druckelement auf der Doppeltype zum tangentialen Berühren der zylindrisch gewölbten Schreibstelle zu bringen. Bei kleinen Schreibmaschinen wird durch diese Umschalttaste durchwegs der Wagen – um eine Schriftzeichenhöhe – hochgestellt, bei größeren mit dickerer und längerer Walze häufig der Typenhebelkorb. Im ersten Fall liegen die Großbuchstaben auf der Type oben, im zweiten Fall jedoch unten.
Zum Hochstellen eines Anschlags am Papier, etwa die „2“ für Quadratmeter oder die n-te Potenz musste jedoch mit der Schreibwalze das Papier eine Raste nach unten gedreht werden. Kleine Reiseschreibmaschinen hatten die kleinen hochgestellten Zahlen 2 und 3 in der Regel nicht als eigene Typen, auf Olivetti Dora oder Hermes Baby war auch die Zahl „1“ nicht vorhanden, sondern war durch ein kleines „l“ zu tippen.
Die Doppeltypen sind aus Bronze gegossen, tragen vorne erhaben und seitenverkehrt zumeist die kleine und große Version desselben Buchstabens (z. B. h und H), ihr Profil und sind hinten geschlitzt und damit mit Weichlot – selten durch Klemmung – passgenau auf das freie Ende ihres Typenhebels montiert.
Mit einem Umstellhebel rechts oder links der Tastatur konnte das Farbband auf ROT oder SCHWARZ oder WEISS gestellt werden. In der Position WEISS schlägt der Typenhebel ohne Farbband an, was zum Beschreiben einer Wachsmatrize optimal war, da aus dieser damit das Wachs stellenweise gut herausgepresst werden konnte, um damit später siebdruckähnlich vervielfältigen zu können. Diese Stellung konnte auch zum Herstellen einer Maximalanzahl von Durchschlägen mit besonders dünnem Durchschlagpapier genutzt werden.
In manchen Schreibmaschinen hatten die Typenhebel 3 Schriftzeichen je Type. Hier gab es dann zwei zusätzliche Positionen verstellter Höhe.
Wurden zwei Tasten zugleich oder auch nur zu knapp hintereinander betätigt, konnten sich Typenhebel verhaken. Die Sicht in den Korb hilft dem Schreiber das zu vermeiden. Ohne Gewalt verhakte Hebel lassen sich mit den Fingern einzeln lösen. Sie fallen dann wieder in ihr Bett zurück. Wird eine Type fest auf eine in Schreibposition stehende geschlagen kann das Profil Schaden nehmen. Ist ein Typenhebel eher am Fuß seitlich verbogen, dass er nicht mehr seinen Platz im Gummibett des Korbs findet, ohne an einem Nachbarn zu streifen, kann er eher mit Gefühl zurechtgebogen werden. Ist das Typenende des Hebels verbogen ist das Justieren schwieriger. Fehlerhaft druckende Typen, sei es durch beschädigtes Profil oder auch nur mit Fasern verlegte Buchstabenbäuche in diesem oder verbogenen Typenhebeln erlauben Spezialisten das zuordnen von Geschriebenem zu identifizierten Schreibmaschinen.
In der Regel besteht der Typenhebel aus einem gewinkelten Arm und der separat aufgesetzten/aufgeklemmten Type mit den Schriftzeichen. Je nach Bauform ließen sich diese Typen auch auswechseln, einerseits zu Reparaturzwecken (wenn ein Stückchen abgebrochen war), andererseits aber auch zur Auswechslung einzelner Zeichen gegen ganz andere, je nach besonderer Aufgabenstellung. So wurden im Dritten Reich für die SS-Schreibmaschinen Typenhebel mit der SS-Rune hergestellt. Das Auswechseln einzelner Zeichen wurde durch die später aufkommenden Kugelköpfe und Typenräder wesentlich vereinfacht. Die Kosten für das Einfügen eines Sonderzeichens in einen Kugelkopf, insbesondere bei Einzelanfertigungen, waren dagegen sehr hoch.
Die einzelnen Baugruppen einer Typenhebelschreibmaschine sind im Artikel Schreibmaschine beschrieben.

## Vergleich mit anderen Typenträgersystemen
Das System war überaus erfolgreich, da es im Gegensatz zu konkurrierenden Systemen eine Normtastatur ermöglichte und die Tasten mit Zehnfingerschreibweise angeschlagen werden konnten. Die relativ einfache Mechanik konnte preiswert und qualitativ solide hergestellt werden. Zur selben Zeit waren noch preiswertere Modelle auf dem Markt, die durch einen Stellhebel und eine Abdrucktaste umständlich bedient wurden. Andere Geräte wie die Blickensderfer  waren durch ihre hochintegrierte Mechanik teure Spitzenmodelle. Die Typenhebelmodelle positionierten sich als Kompromiss zwischen Wirtschaftlichkeit und Schreibkomfort und waren in dieser Hinsicht lange Zeit ohne wirkliche Alternative.
Typenhebel haben den Nachteil, dass sie sich beim schnellen Schreiben leicht verhaken. Elektrische Schreibmaschinen verwenden deshalb meistens Kugelköpfe oder Typenräder. Später ermöglichten Carbonfarbbänder ein gestochen scharfes Schriftbild und Kugelköpfe bzw. Typenräder den Wechsel der Schrift durch einfachen Austausch des Typenträgers. Diese Systeme verdrängten die Typenhebelmechanik allmählich seit den 1970er Jahren.
Die Stellung des Typenhebels im Vergleich zu anderen Typenträgersystemen ist im Artikel Schreibmaschine umrissen.